# 中国茉莉花活动
中國茉莉花活动，是一場發生在2011年2月的短暫且小規模的反中國共產黨抗議示威運動。這場運動由匿名人士通过互联网发起，開始於2011年2月20日星期日下午二時（北京時間），在中國大陆多個大城市的鬧市或廣場。澳門、香港、台湾和美國紐約同時進行。此後舉辦者稱活動固定於每星期日下午二時在各城市人流最多地點或是中心廣場進行散步和圍觀。該活動運用網際網路與參與者進行協調聯絡。但是由于严密的安保措施，一直没有发生大型的抗议活动，而在香港、澳门和台湾，也只有數十人曾參與集會。
雖然活動發起者以「茉莉花活動」為名，但因該活動緊接突尼西亞茉莉花革命之後，一些媒體以「中國茉莉花革命」稱呼此活動。其鼓勵民眾在特定集會點以和平聚會、散步和圍觀的方式進行活動，類似1989年9月4日星期一發生於東德萊比錫圣尼古拉教堂的星期一示威，而星期一示威在一年左右的時間內接連促成柏林圍牆倒塌，以及兩德統一。
中華人民共和國政府對中國茉莉花革命嚴陣以待。在首次集會時，現場聚集了大量圍觀民眾和媒體記者，如同活動守則「只需走到指定地點，遠遠圍觀、默默跟隨，順勢而為」的要求，因此集會者不需明確表態參與。另一方面，中華人民共和國政府於集會時間前就在集會點派駐大批警察和便衣，以疏導人流與交通及防止發生衝突為由驅散圍觀民眾、防止民眾聚集，並多回帶走示威民眾及個別手持茉莉花的人士。
时任美国驻华大使的洪博培出现在人群中，在王府井大街被人发现。

## 背景
中国在1980年代刚刚开启改革开放之时，经济水平落后，与港台及西方国家差距巨大。中国社会和知识分子形成对中国及中华文明的批判和否定。1988年，刘晓波在接受采访时，不仅认为中国应当接受全盘西化，更提出中国大陆需效仿香港，成为西方国家“三百年殖民地”的观点。同年，中国官方媒体制作的《河殇》直接表达了对西方文明的向往，被视为全盘否定中国及中华文明的典型，亦成为1989年六四事件的思想前导。
1989年，中国政府以武力清场的方式结事六四事件。这一举动，虽导致西方国家政府与中国政府决裂，但双方外交关系在日后都得到了修复。1989年之后，虽然全国各地群体性事件此起彼伏，维稳成为政府工作重点，但中国政治形势大体稳定，再无达到六四事件规模的全国性政治事件。在1990年代中国经济持续高速发展的同时，中国社会随之进入信息传播的网络时代，开始自主构建新的民族主义认知。同时，随着中国国家实力的提升，中国大陆民众可能因经济差距巨大而倒向“西方怀抱”的担忧被销解:26。
2008年，中国政府以举国之力举办北京奥运会，不仅成功的对外展示了中国的国家形象，更在中国社会产生了极强的凝聚力。同一时期的世界金融危机引发全球性的经济大衰退。为应对危机，中国政府开启四万亿投资计划。2010年，经济状况不佳的突尼斯爆发茉莉花革命，其后引发连锁反应，是为阿拉伯之春。2011年1月，同处北非地区的埃及革命开始。而与颜色革命频发的北非地区相比，中国经济发展相对平稳。经济总量亦在2010年超过日本，使中国成为继美国之后的全球第二大经济体。皮尤研究中心在2010年的一项春季调查表明，与次年发生革命的埃及相比，近九成的中国人对国家状况和经济状况感觉良好，并看好未来一年，而埃及对本国情况持同样感受的人不超过三成。

## 活動歷程

### 策劃
中國的茉莉花革命最早源自2月17日在twitter的公共匿賬戶秘密樹洞（@mimitree0）发布的一个消息。然后在2月19日，位于美國的博訊网又有一篇较长的呼吁文章，公佈中國茉莉花革命的各大城市集會地點。发起者以“中國茉莉花革命發起者”自称，但並未表露身份，2月22日在博訊新聞網發表聲明表示，曾為不連累和此事無關遭拘禁者曾商議集體自首，但“終因人數太多及參與程度不一未能達成共識”，而替發起者公布消息的博訊新聞的建立者韋石2月25日接受美國之音電視採訪時稱「博訊沒有發起事件，既不知道這些人，也沒有和這些人合作做這事情」。
發起者在2月24日晚上再發表聲明稱「可以說有，也可以說沒有」（發起人），並表示這是個準備好的計劃，並稱早前在Twitter發出召集令只作試探性質，因統治者過度反應促成第一次召集之效，發起者只是把因應形勢變化提前進行而已，並表示只是一次「行動」，並不願看到出現利比亞「革命」（武力抗爭）的效果，只希望因一次次的集會讓國民「克服對專制暴力的恐懼，勇敢表達自身願望，從而加快中國民主轉型進程；以互聯網關注力量，集會圍觀改變中國」。
美联社的一篇报道指出发起者有好几个源头，各源头之间是不相关联的匿名团体。美联社采访了其中一个团体，是由20位中国人通过网络匿名组成，以年轻人为主。其中在中国境内的有8人，其他12人分布在6个国家。

### 宣傳
活动发起后，新浪微博隨後無法搜索「茉莉花」的詞條，百度搜索「中國茉莉花革命」無法返回結果，網民則翻牆得知消息並轉告，另社交網站Facebook自2月19日起既有以「中國茉莉花革命」為名的粉絲專頁宣傳革命及傳播最新訊息，短時間即有萬人支持。 
運動發起者在2月19日開始以博訊新聞網發出召集通知，網站由該日起則受懷疑來自中國黑客的DDoS攻擊該新聞網站，首兩天博訊把域名指向雅虎並數次試圖重新開放站點，卻仍受攻擊無法建立，而博訊則在2月20日起建立博客形式臨時網站 www.boxunblog.com 並繼續發布相關消息；2月26日臨時網站發布消息稱「已受巨大壓力。同時博訊受到嚴重攻擊使博訊難以正常運作...茉莉花事件傳播後，給中國無數活動人士和網友造成無辜傷害，（因此）不得不暫停發布相關通知」。
除網絡外，也有流亡泰國民運人士李志友、羅柳英在芭堤雅向中國遊客宣揚突尼西亞和中國的革命風潮。

### 要求
在第四次茉莉花革命散步公告中，发起人提出了两点明确要求：
- （一）官员向人民公布财产。
- （二）政府向人民公布税收的使用用途。

第五次（三月二十）中国茉莉花革命的明确要求：
- （一）结束一党专政，释放所有民主异见人士，召回所有流亡在外民主人士共同治国，依法治国，依法民选，惩治所有贪官。
- （二）停止对反共人士的任何形式的政治迫害，还政于民，军队国家化，依照西方普世价值和平演变新中国，开通多党参政，开通民选执政，保证反共政党取得国家执政。
- （三）废除党禁、报禁、网禁。
- （四）改善中国国民退休、养老保障、保障泛民主人士的自由择偶和生育要求。改善退伍军人权益，停住截访迫害收监等残暴手段。
- （五）改善教育界不足，提高国民道德修养，取缔庸人治国之人民代表。
- （六）成立联邦国会，实行多党协商制度，实行民选总统任期制度。取消军委，取消人民代表大会。

## 各方反應

### 官方介入

#### 拘捕監禁
美聯社在2月19日晚上引述維權律師江天勇妻子金變玲的說法表示，江天勇被公安拉上車帶走後下落不明。2017年11月21日，因犯煽动颠覆国家政权罪，被判处有期徒刑二年，剥夺政治权利三年。
唐吉田、滕彪、冉雲飛、李天天、劉國慧、丁矛、朱虞夫、 廖雙元、黃燕明、盧勇祥、肖勇、張建平、石玉林、佘萬寶和李宇等維權人士均在2月19日被捕，北京異議人士何德普和太太及上訪人士王學勘被禁止外出。中國人權民運信息中心称至19日為止，被帶走的維權人士已有上百人。
參與傳播活動的四川遂寧人陳衛亦因涉嫌煽動顛覆國家政權罪被關押在遂寧市看守所。哈爾濱示威者梁海怡被控「將境外網站有關茉莉花革命行動的消息在QQ群轉發」而遭刑事拘留。轉發王府井集會圖片的上海維權人士馮正虎亦遭公安拘捕。

#### 阻止學生參與
有香港媒體報導，為防止再現2010年反日遊行時的踴躍情況，有大學高校下令學生不得離開校園；部分教師亦針對集會號召，勸喻學生不要參加。江蘇省教育廳通知各高校教師和學生是日不得離校，廣東也有類似通知。其後有學生透露被老師「約談」，勸喻不要上街參加「茉莉花革命集會」。有學校甚至在通知中說明，將于短期內加強對校園內互聯網和校園網上論壇的監控，並會有領導巡視宿舍寢室。內地多間高校的寒假於近日剛剛結束，大學生開始陸續返校。有學生對此不滿，說這樣猶如遭學校「軟禁」，也有人表示會因此延遲返校。教育方面對茉莉花革命冷處理與劉曉波獲諾貝爾和平獎時大致相同。

#### 網路監控封鎖
早在突尼西亞茉莉花革命爆發後，2011年1月23日中共中央政治局會議上，主持會議的中共中央總書記胡錦濤已經要求加強對國內互聯網的監控和管理。在2月19日中共中央黨校舉行的省部級主要領導幹部「社會管理及其創新」專題研討班上，總書記胡錦濤再次強調要強化管理網路虛擬社會。
在第一次集會開始前夕（2月19日），中國政府開始加強在大陸境內網站與伺服器的審查力度，出現很多網站DNS解析錯誤現象，Gmail和Google Reader一度出現無法存取，轉載茉莉花革命信息的網站論壇被關閉或屏蔽。繼而中國的微博無法以「茉莉花」及同音詞條，微博與社交網站搜尋服務时有暫停。如用戶觸發敏感詞（例如人人網在連一些毫不相干的內容，如所有與「明天」（2月19日時）或「今天」（2月20日時）有關的內容）而被封禁或限制访问。中國移動與中國聯通把帶有「茉莉花」一詞的簡訊屏蔽，「飛信」的群發功能當天也遭禁止。
中國政府在2月19日加強伺服器對境外網站的審查力度，通過防火長城增加與此事相關的關鍵詞（例如王府井、茉莉花、麦当劳），使用Google搜索會被連接重置致使無法返回結果，雲端服務Google App Engine的IP位址及中國「翻牆」用戶較常用的縮網址網站「is.gd」皆遭屏蔽。
3月1日，中國大陸境內大部分門戶網站與論壇幾乎同步刊登

-{zh-hant;zh-hans;|
《禁止利用互聯網等從事違法活動的通告》
根據《中華人民共和國憲法》和相關法律法規規定，在保護公民合法言論自由的同時，禁止利用互聯網、通訊工具、媒體以及其他方式從事以下行為：
- 一、組織、煽動抗拒、破壞憲法和法律、法規實施的
- 二、捏造或者歪曲事實，散布謠言，妨害社會管理秩序的
- 三、組織、煽動非法集會、游行、示威，擾亂公共場所秩序的
- 四、從事其他侵犯國家、社會、集體利益和公民合法權益的

管理部門將依法嚴加監管上述行為並予以處理；對構成犯罪的，司法機關將追究刑事責任。
}-
通知沒有落款，但時間湊巧之下，舆论偏向相信是中國政府向各地網民發出警示，不能通過論壇傳送集会游行信息。中國政府否認國際間的批評，並將其稱為干涉中國內政，它刪除了美国大使館微博账号上美國國務卿希拉里·克林顿批評中國的言論。

#### 警告、襲擊、拘押採訪記者
在第二次集會中，香港亞洲電視的攝製組，本港台、英國廣播公司、英國《每日電訊報》、台灣三立電視台、德新社、德國電視一台、德國電視二台、德國ZDF電視台、彭博電視台記者，美國之音北京分社社長及記者以及一名奧地利記者等在王府井被當局拖走、非法拘禁或毆打（BBC記者被拘捕時相關視頻（页面存档备份，存于）），有的還被沒收相機或刪除照片。有美國之音記者在沒有採訪的情況下，被兩名身份不明人士帶走，令其站候一小時，直到警察前來刪除照片和錄音。
2月28日，美國駐中國大使洪博培和歐盟駐華外交事務代表紛紛發表聲明，譴責中國粗暴對待記者。
3月1日下午，中國外交部發言人姜瑜在例行記者會拒絕道歉，稱這麼多的記者前往一個什麼事情都沒有發生的繁忙商業區去造成擁堵，是沒有道理的。外國記者在中國應該尊重並遵守中國的法律法規，稱「以上行為乃有關部門依法採取必要措施，目的是維護公共秩序和公共安全,同時指出不要拿法律當擋箭牌。對於抱有這種動機的人，我想什麼法律也保護不了他。」，並強調警方當日只是使用最少程度的警力處理，並已為為記者提供合理引導。
3月2日，十多名駐北京外國記者遭公安部門警告要遵守在華採訪規則，並被告知即日起在北京部分公共場所採訪需事先申請特別許可證，包括茉莉花集會地點之一的王府井，理由是需要保證街道暢通。
3月6日，德國外長韋斯特韋勒在柏林發表聲明稱，中國政府再次拘押外國記者，包括德國記者的消息令人感到憂慮。而在韋斯特韋勒發表聲明幾小時前，在上海有十多名前往集會地點採訪的外國記者遭到拘押，其中大多數是日本記者。德國《明星周刊》(Stern) 記者沃尤卡斯（Janis Vougioukas）也被警察拘押。德國之聲對德國《明星周刊》(Stern) 記者沃尤卡斯（Janis Vougioukas）進行了採訪，沃尤卡斯稱“幾分鐘的功夫，就有15名外國記者被拘捕，我們被帶到附近一條小路里的一個地下室，在那裡被關了將近3個小時。但並未受到虐待。警方還要求記者們遵守中國的法律，如需採訪必須先提出申請，經過批准。”
3月7日上午，在中国十一屆全國人大四次會議的記者會上，中国外交部部長楊潔箎稱“中國是法治國家，我們依法辦事。不存在警察打外國記者的問題。”

### 活動狀況

#### 2月20日
新聞照片顯示，2月20日北京和南寧都出現至少有幾百人的集會。
北京

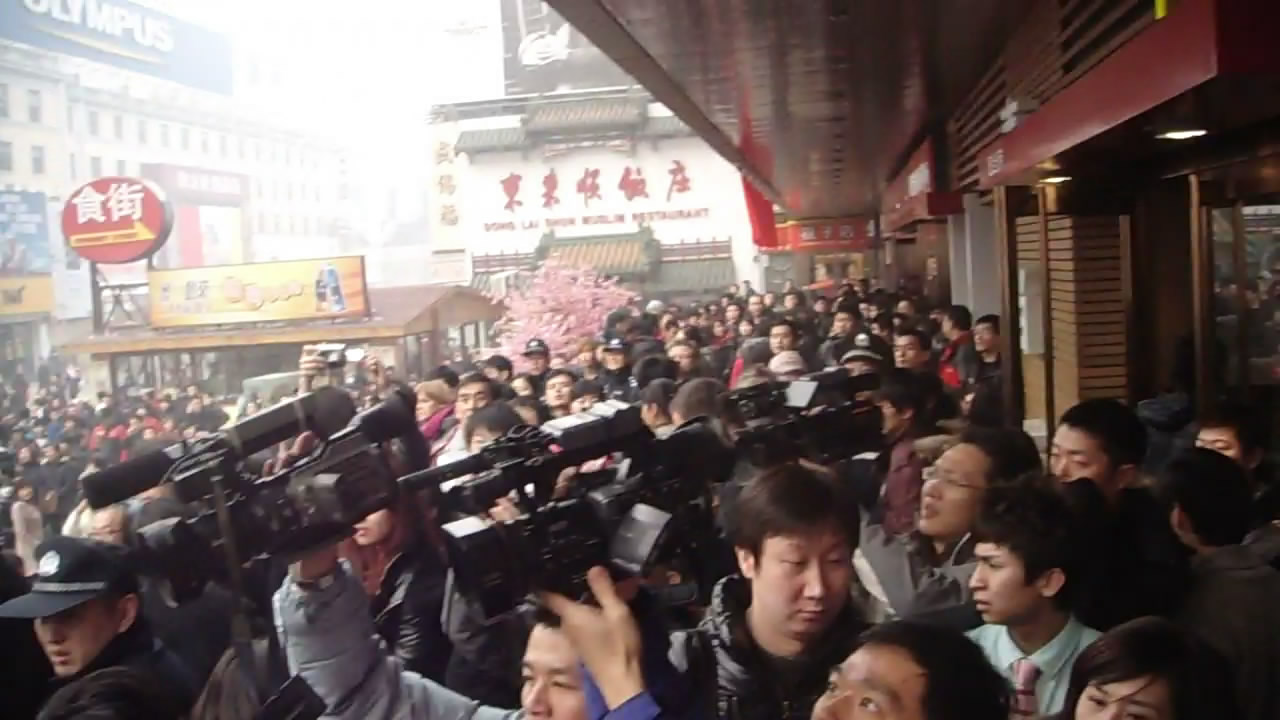
王府井麥當勞门口的大批记者

在北京王府井麥當勞門前聚集上百位抗議者，一些被公安帶走，其他人被公安禮貌清場，現場大量中外記者亦遭到驅逐，台灣TVBS記者稱在場都是記者與便衣公安。當天天安門廣場沒有加強戒備，公安檢查旅客袋內的筆記和查詢其內容。博訊網新聞報導稱是次出動的警察和便衣多達數千人。此外美國華爾街日報亞洲版網站刊文稱美國駐中國大使洪博培參加北京集會，但被現場群眾認出。當民眾問到洪博培為什麽在這裏時，洪博培說：“就是來看看。”之後當被進一步問及“是不是中國亂妳就高興？”後，洪博培回答“不”，並立即帶隨行人員離開現場。
据《明報》記者報道，參與者最多時約千人聚集。而警方仍嚴加戒備并曾驅散人群。在驅散時便衣至少三次抓人。有一名自稱遊客的青年被拖走，只見其手握茉莉花。他感莫名其妙並問“為什麼不能攜帶？”。新華社在一篇英語新聞稿稱「一度有數以百計民眾聚集，民眾約下午2時起在一間快餐店外面停留，其間有人圍觀，並有外地記者採訪。警方在約下午2時10分試圖帶走兩人，記者隨即包圍和跟隨。警方後來紓緩現場的交通擠塞，下午3時前大部份民眾散去。」
上海
上海人民廣場也有多人聚集，但在警方先前布局下沒有出現異樣，先后约有五人被公安帶入和平影都旁的派出所，除参与活动的人士外，亦有不少上访群众，BBC記者現場稱「记者可能比警察还要多」。而博訊網引述網友稱「警察近百、便衣警察數百守候在影都四周」。
南寧
南寧市不在13個計劃城市之中。博訊網刊登的照片顯示，至少有幾百人於當天上午在朝陽廣場聚集，但受到執法人員阻擋。
中國其它城市
天津、成都、哈爾濱、瀋陽、烏魯木齊、廣州都沒有大量市民前去集會，但是集合處出現大量巡邏軍警。，瀋陽則有一名日本駐當地領事館外交官前去集會地點後被公安拘留，中國稱不知其身份，日本抗議後中方對此道歉，並表示將適當輔導有關部門。
香港
香港有二十多名社民連和四五行動成員響應行動，在下午兩點投擲印有茉莉花圖案的紙飛機進入中聯辦，成員梁國雄促請北京政府早日啟動政治改革，釋放發起這次行動而被拘留的人士。
台灣
台灣則有國立台灣大學的時務社學生在台北中正紀念堂聲援，打出橫幅要求中華人民共和國放棄一黨執政，啟動政治改革與開放報禁。
纽约
纽约有二十多名流亡在海外的中国民主党成员在纽约时间19日晚10时在纽约时代广场高唱《好一朵美丽的茉莉花》声援中国网民发起的茉莉花中国行动，并高呼口号：我們要公平！我們要公義！建立宪政民主！启动政治改革！結束一党專政！共产党下台！開放報禁！新聞自由！自由万岁！民主万岁！人民万岁！中国属于人民！。

#### 2月27日
本次行動代號為兩會，根據茉莉花行動發起者的聲明，2月27日的茉莉花行動大大突破他們原計劃的27個城市，據他們掌握的目前還不完整的信息反饋，在全國有上百個城市民眾自發加入茉莉花行動。
北京
當局在王府井大街等地部署了大批便衣警員，並稱如果有人企圖拍攝即被截住問話，並且從全國各地增調通訊監聽人員援助北京，北京周邊的防暴部隊進京。
當天在軍警嚴密監控之下並沒有出現人潮，當天中午起王府井大街附近巷弄停泊大批警車、防暴車和巴士，數百便衣、警員穿梭在人群中，至下午二時警察不斷催促人群「走起來」不准停留，並出動灑水車反覆在集合點肯德基門前50米的道路「洗地」近一小時，至兩點半更把道路封鎖。期間台灣三立電視台文字記者高秋萍與攝影記者楊東漢在新東安市場拍攝時被查問並帶走。馬英九總統在得知消息後，指示行政院透過海基會向大陸方面進行交涉，2名記者直到傍晚才被釋放；香港亞洲電視攝製隊被帶走扣留，無線電視記者則被要求登記證件；除港台記者外還有部分外國採訪記者被阻攝影、受襲或被扣留，包括彭博電視台、每日電訊報、德新社與美國之音，至傍晚才慢慢解封。
上海
和平影都電影院在當天沒有營業，附近隧道口亦封鎖，附近出現大量警力，BBC稱警方在此帶走七人。
港澳
香港方面：社民連二十多人從銅鑼灣前往中聯辦門口示威，與警方發生衝突場面一片混亂；另金紫荊廣場有二十多名網民及青年公民成員舉起「茉莉遍天下，人民站起來」橫額、拿著「還政於民，反對功能組別」紙牌，高聲喊口號聲援。有香港人在中央政府聯絡辦公室門口種植茉莉花。
澳門方面：三名網民在當天下午三時於議事亭前地澳門商務旅遊中心門前對開發起「澳門茉莉花愛國主義宣傳行動」，準備小白花向途人派送，其間持續有數十人圍觀，立法議員區錦新亦有到場參與，旁邊有三十名便衣警員在場監視，其中近十名手持攝錄機和相機全程拍攝。
臺灣
在台北，10多名來自台大、政大等學校的港澳僑生和吾爾開希一起在中正紀念堂上拉出橫幅聲援，六四學運領袖之一吾爾開希參與並對記者稱「這波潮流始自中國，必然回到中國」，而高雄的兩個集合點則未見有相關活動。
紐約
中國民主黨成員二十多人於2月26日晚上10點，在紐約市時報廣場，舉行聲援中國網民所發起的第二波茉莉花革命的集會。他們以歌唱，演講，發起簽名運動等方式，來表達他們的訴求 。

#### 3月6日
本次行動代號仍為兩會，2011年3月5日，第三輪茉莉花號召中國大陆和台灣等各地大學生參與行動。中國各地在大量軍警布局及嚴密監控下沒有出現人潮，并從各地集會地點帶走一些民眾，北京市政府6日舉行記者會表示思安求穩是中國民眾的共同心願，在中國想炒起事端是痴心妄想。
北京
在聚會地點王府井麥當勞餐廳內有許多便衣公安，手機信號也受到干擾。在麥當勞外面，一些記者被公安搜身。2010年6月以來一直被警方拘禁在北京西城區禦鑫宮賓館的維權律師倪玉蘭對美國之音表示，她的住處周圍有100多名便衣和公安，而且他們的網路和手機從上午11點多就斷訊。根據博訊網，有北京高校學生下午朝海龍大廈前廣場聚集。同時，大廈附近的地鐵站被關閉，公安還出動直升機進行監視。
上海
多名外國記者被公安拘禁，一名德國媒體記者透過電話對德新社說，他們午後在聚會點上海和平影院外面被公安拘捕，被帶到一個像臨時警察局的地下掩體。
山東濟南
異議人士車宏年因受到警告而待在家中，只能借助通訊手段了解外面情況。他對美國之音表示：“聽說北京有許多地方，像中關村、木樨地、天安門廣場、王府井、西單等，都成了他們的敏感地段。我們這裡把孫文廣給弄到了派出所。”77歲的孫文廣為山東大學退休物理教授，經常評論國事，2004年出版《百年禍國---從毛澤東到江澤民》，也參加《零八憲章》聯署。
貴州
貴州異議人士曾寧接受美國之音電話訪問時正被拘押在派出所。
浙江
民主人士毛慶祥對美國之音說，浙江的民運人士被公安看得很緊，無法參加茉莉花集會。據他了解，當天在杭州的聚集地點的確有人去，但只能匆匆走過，不能停留。
香港
星期天中午，香港民主人士再次聲援中國茉莉花革命，從香港西區警察總署遊行到中央政府駐香港聯絡辦公室前示威。但是因為和另一場反對港府財政預算案，名為紫荊花革命的活動撞期，本次集會人數和集會地點都比前一周減少。
紐約
在紐約的時代廣場中国民主党组织紐約華人和民主人士高舉在中國茉莉花革命中被公安拘捕的維權人士的照片，高呼“中國要人權”，“中國要民主”，抗議行動也吸引了路過的中外遊客參與。

#### 3月13日
北京
大批警員和多輛洗街車在王府井麥當勞外戒備。海淀圖書城未有明顯人群聚集，但有上百名公安及首都治安志願者駐守，海淀區圖書城的網吧暫停營業，附近空地也被圍板封住。北京大學禁止學生外出，學校附近有多輛灑水車和便衣公安。

#### 3月20日
北京
新华门前行人并不多，却有警察、工作人员在挥动双手对行人反复喊道：不要停留。而长安街上不时有摩托车骑警群出现。与第四波茉莉花散步时不同的是，今天的王府井警车众多，警灯大多闪烁，但不发出声音。麦当劳对面出现了几名“可以辨认”的散步者，立刻有警察过去盘问，勒令交出有效证件。而在王府井地铁站里，有多名警察携带设备在抽查检验学生模样的人的身份证的信息。此起彼伏的疏散人群的哨音更增加了紧张的气氛。

#### 其他相關活動
根據美國之音報導，2日在谷歌部落格上，匿名人士發表一則「基督徒每主日去廣場為公義禱告書」，並署名「一群中國基督徒」，祂號召中國基督徒於每週日禮拜結束後，下午2時前往所屬城市的公共場所，「為中國的公平公義和神愛降臨中國做禱告」，禱告方式有：默禱、走禱及哭禱。街頭禱告時間和38處活動地點，與茉莉花行動發起人的建議集會時間、地點大致相同。
該禱告書提到，「禱告不犯法更不犯罪，目前世界上沒有任何一個國家指出禱告是違法的，包括中國在內。我們禱告，是希望神的福音廣傳，我們禱告，是希望這個國家變得公義、聖潔和慈愛」。

## 中國官方回应
中国全國政協外事委員會主任赵启正2011年2月23日在向外國與港澳台駐京記者介紹全國兩會情況回答記者提問時表示中國可能發生「茉莉花革命」的想法是「非常荒唐和不符合實際情況」。他指出中國目前存在的許多社會問題是經濟高速發展中出現，中國共產黨和中國政府在隨時探討和解決這些問題而非置之不理。他称在1,500萬人的城市，有幾個人在那裡站一站並沒實質意義，但相信其內有少數希望中國發生動亂，但是不會發生。香港中聯辦宣傳文體部部長郝鐵川也有言論指茉莉花革命不會在中國發生。
中國外交部發言人對此事沒有正面回應，称「不能動搖大多數人對政局穩定和諧的期望」，並指大部份中國人民希望在和平富足的環境生活及工作，而中國駐多倫多總領事陳立鋼則稱中國面臨發展前進中的問題可以疏導解決。中國駐日使館於25日舉辦例行記者會，參贊鄧偉強警告「任何人、任何勢力試圖破壞中國的社會穩定應該說都是徒勞」，並說「中國互聯網應該說是自由和開放」。
3月4日（周五）在中国全國政協分組討論期間，全国政協常委葉小文談到「維穩」時表示，網路發起「茉莉花革命」的呼籲，如同反覆高喊「狼來了」，但如果這些真如他所說是狼來了的虛張聲勢，王府井部署大批警力與便衣，如臨大敵的防備作為正顯得浪費資源和多餘。

### 官方媒體
針對茉莉花革命，人民日报社屬下《環球時報》在2011年2月25與26日發表多篇評論與社評炮轟数次「茉莉花革命」與「第三波」民主浪潮，指出西方輿論期待茉莉花革命這波「民主化浪潮」傳到中國，搞亂新興大國仍是西方國家的政策，境外媒體则稱是次（2月20日）集會「示威者」多達「數百人」甚至「數千人」是一種新聞造假，並否認中國發生「茉莉花革命」、「不存在對其鎮壓」。
3月5日，《北京日報》刊文《自覺維護社會和諧穩定》，文章稱“少數人的表演只能成為一場自編自演的鬧劇，有境外媒體戲稱其為個別人的‘行為藝術’”。《北京日報》還擊說，匿名人士「通過互聯網煽動非法聚集，妄圖製造事端，挑起‘街頭政治’」，「境內外別有用心的人利用中國在發展中存在的一些問題挑撥煽動」，民眾「必須有清醒的認識」。
3月6日，上海《解放日報》與同系《新聞晨報》共同發表一則名為《稳定是人心所向》的文章，並希望群眾「不信謠、不傳謠、不參與」。
3月10日，《人民日报》海外版头版发表评论《中国不是中东》，指出境内外一些别有用心的人，利用互联网煽风点火，图谋把祸水引向中国，希望在中国也挑起“街头政治”，搞乱中国。 结论：“中国不是中东，想把中东乱局引向中国的图谋注定落空”。

## 第三方觀點

### 民間人士
- 八九學運學生領袖之一王丹在2月21日說此次網路行動很成功，它為以後真正的人民力量聚合，進行嘗試與練習，一則網路傳言即把整個黨國系統完全運作起來，中共的驚慌暴露在世界前。有趣而且值得探究的是握有更多資訊而且知曉實情的政府為何會比他自己更會認為會發生大規模抗議。[103]
- 2月26日，另一位八九學運學生領袖之一王軍濤表示：「當中東的茉莉花革命發生後，中國網友就行動起來，也是希望通過這次茉莉花行動，呼喚一場政治改革。因此在紐約與中國同步舉行活動，來聲援他們」，他聲援利比亞民眾與中國茉莉花行動。[104]
- 3月4日，前北京大學法學院講師中國民主黨執行長王天成在其推特上表示：自從網上開始茉莉花行動號召之後，已經有不少優秀的人權活動人士被拘捕。繼續進行下去，還會有更多的人被拘捕。但是，如果不堅韌前行，不爭取開花結果，被拘捕的人將會判重刑。堅韌前行，直至成功，所有的政治犯將會被釋放。所以，為了被拘捕的義士們，也要不屈不撓堅持下去。[105]
- 八九學運學生領袖之一吾爾開希則表示中國小規模的「茉莉革命」集會可能會上昇為全面的民主抗爭而使共產黨軍隊的鎮壓失效，令人恐懼的因素在慢慢消失，而維持極權統治的唯一方式是建立在人民的恐懼上。社會不公與貪污等問題日益引起不滿，人們對政府的恐懼心理被這種不滿情緒抵消，如果不滿情緒克服了恐懼共產黨就要小心了[106]。
- 維權律師浦志強則認為中國不太可能發生推翻政權的革命，但最近幾年社會「黑惡化」、法治退步，利益衝突所致不滿增加，民眾上街表達抗議是正常的，也該會有，政府該同意表達不滿。

### 媒體輿論
- 日本報紙《產經新聞》發表社論，其名為「中國封鎖集會蓋不住民主化要求」之專題報導，內容提到「貧富懸殊和閉塞感激發的憤怒是中國與北非、中東一樣要求推翻獨裁和民主化的共同反應，面對四億五千萬網民這個巨大勢力，中國政府[107]應真摯接受，用蓋是蓋不住的」以及「中國總理溫家寶說通過網絡與市民對話來消除不滿，但封殺集會本身就是否定了自己的發言」。[95]
- 人權觀察組織亞洲分析員貝克林指出，「中國實現了經濟增長。埃及沒有領導人接班系統。中國有某種程度的交接班系統。但是中國軍隊不是獨立的，而是在黨的領導下。中國也沒有像半島電視台那樣的媒體，兩國之間很難找到共同點。」分析人士還認為，中國不會爆發中東、北非那樣大規模的抗議聲浪。[108]
- 加拿大星島日報3月1日發表鄭海麟文章稱，中國黨政軍齊心，而社會精英多成房奴，無心無力革命。又因中國經濟發展，民眾的溫飽基本解決，大規模群眾運動“難成氣候”[109]。
- 香港時事評論員劉銳紹指稱，「短期內大陸當局會透過高壓控制住局面，但長遠來看，茉莉花革命集會會搞得當局疲於奔命」，他還認為「大陸官方不應只想如何鎮壓民眾，也需要考慮如何宣導民眾的情緒」。[91]
- 法新社說，號召每個星期天舉行“茉莉花活動”的匿名呼籲“加劇了中國政府對不滿貧富分化和貪腐的民眾引發動蕩的擔憂”；政府因此把2011年國內保安開支在上年基礎上增加13.8%，達到6,244億元人民幣，使之首度超過國防預算6,011億元人民幣（較上年增加12.7%）。[110]

### 政治人物
- 美国國務院發言人菲利普·克勞利（Philip Crowley）表示，「對於中國一些最為知名律師和活動人士的失蹤以及當局對他們超越司法的關押，美國表示日益關注」，並列舉了滕彪和江天勇失蹤的例子。他又說，「他們已就對這些維權人士使用超越司法的懲罰手段向中國政府表達了關注」、「美國將繼續敦促中國履行其在國際人權宣言中的承諾，其中包括讓其公民享有言論自由、結社自由和集會自由」。[30]
- 日本外相前原誠司以利比亞為例談到，「41年期間利比亞持續沒有議會的獨裁政權，現在也是利比亞國民作出了判斷，決不是外國可推動的。我想這是我作為外相可表達的看法」，並表達他個人對中國限制網絡言論的看法，「說到表達自由這個問題，我認為除了網絡上有害訊息以外，應該認真保證非常重要，如果把一般交換意見和看法的表達也阻斷的話，我認為不好」，前原認為，「不管怎樣，最後決定一個國家走向的，是這個國家的國民。從這個角度上，我們（日本）希望其他國家與我們持有共同的價值觀」。[111]
  - 日本駐華大使丹羽宇一郎說，中國經濟持續增長，中國的人民對推翻現政權的“沒有熱情和意願”，“不必期待中國會出現茉莉花革命”。他表示，「中國人民的生活正在改善當中，不太可能為了推翻政權而破壞生活的基礎」，在丹羽回答中國城鄉經濟差距、共產黨幹部腐敗和房價高昂問題的同時，更提到「中國人民現在要的是生活的改善」的論點。[112]
- 中華民國總統馬英九表示民主與人權是普世價值，也是中華文化當中「民本思想」與「仁政理念」的延伸，更是臺灣人民的核心價值、及衡量兩岸關係的重要指標。希望中國大陸能維持繁榮與發展，但他也希望大陸當局加快腳步，具體落實民主法治的政治改革，積極保障人權。[113]
  - 馬英九接受英國金融時報專訪，再度透過書面表示支持茉莉革命，他說「我們這樣做，大陸當局一定不高興，但這是台灣核心價值」、「看到大陸對人權與法治有傷害的作法，當然會關心」。馬英九呼籲當局善待異議人士，並採取具體民主與法治的改革行動。與此同時，馬陳述了自己對於兩岸經濟、政治問題的看法。[114]
  - 民進黨主席蔡英文認為，中東苿莉革命勢頭席卷到中國，為中國民主化運動的開始，也是國際趨勢重要變化，民進黨密切關切中國趨勢的發展，聲援這些國家對民主與人權的要求[61]。

## 媒体引用错误照片的争议
一些媒体在报道游行时，引用错误的照片，有違新聞媒體的中立客觀與專業，引起争议。
- WebSols Pakistan（巴基斯坦）的“Online USA News”网站冒用2005年北京反日游行的图片。[115]
- 挪威世界新闻网VG冒用台湾绿营的抗议活动照片。[116][117]
- 爱尔兰独立报网站冒用2010年10月甘肃兰州反日示威游行时警察维持秩序的照片。[118][119]
- 台湾自由时报冒用大陆某劳务市场招工的照片。[120]
- MySearch.ph冒用北京一名女囚被执行注射死刑的图片。[121]
- 新古巴（La Nueva Cuba）冒用7·5事件后乌鲁木齐街头武警巡逻的照片。[122]
- 德国noows冒用警察集训演练照片。[123]
- 台灣英文旺报冒用昆明螺蛳湾拆近商户抗议的照片。[124]

## 軼事
中國國家主席胡錦濤在2006年4月底對肯亞進行國事訪問時，曾與當地群眾一起以中文合唱中國民歌《茉莉花》。該新聞曾在中国央視播出，但是在第一次集會後，在央視和新華網上的相關錄像都被刪除。

## 外部連結

### 相关网站
- 中国茉莉花行动网站
- 中国茉莉花行动Facebook页面（页面存档备份，存于）
- 中国茉莉花革命Facebook页面（页面存档备份，存于）
- 中国茉莉花革命（微笑行动）支持者Facebook页面（页面存档备份，存于）
- 中国茉莉花革命集会地点Twitter页面（页面存档备份，存于）
- 中国茉莉花革命发起者博客（页面存档备份，存于）
- 中国茉莉花革命發起者的話博客（页面存档备份，存于）
- 中國茉莉花革命集會地點博客（页面存档备份，存于）
- 欢呼中国茉莉花革命博客（页面存档备份，存于）
- 中国茉莉花网站[永久]
- 2月20日中國「茉莉花革命」動態，博訊新聞臨時網站
- 中國茉莉花集會組織者致全國人民公開信，博訊新聞臨時網站

### 相關新聞、視訊
- China tries to stamp out 'Jasmine Revolution'，Associated Press，2011年2月20日
- AP Exclusive: Voices behind China's protest calls，Associated Press，2011年4月6日
- 香港NOW TV 茉莉花革命（页面存档备份，存于） 2011年2月20日新聞片段
- 香港社民連響應茉莉花革命（2月20日）1（页面存档备份，存于）／2（页面存档备份，存于）；（2月27日）1（页面存档备份，存于）／2（页面存档备份，存于） 視頻
- 茉莉花革命 聯合報新聞列表
- 香港人在中央政府聯絡辦公室門口種植茉莉花（页面存档备份，存于）
- 剖析中国失败的茉莉花革命 - 美国企业研究所